# Carl Björklund
Carl Johan Björklund, född 1 augusti 1875 i Östra Sönnarslövs församling, Kristianstads län, död 1955 i Kristianstad, var en svensk trädgårdsmästare. 
Björklund, som var son till N. Björklund och Christina Paulson, bedrev under fyra år läroverksstudier. Han var anställd hos fadern och praktiserade i handelsträdgårdar, under fem år i England och under fem år i USA. Han blev chef för Bröderna Björklunds Nejlikeodlingar i Hammarslund 1906 och senare, efter ombildning till aktiebolag, direktör för AB Björklund & Co:s Nejlikodlingar. År 1930 bestod anläggningen av 18 växthus, varav ett inrymde rosor, två adiantum och de övriga nejlikor; mellangångarna inramades av tomater.